# Riserva naturale di Knetzberge-Böhlgrund
La riserva naturale di Knetzberge-Böhlgrund è un'importante area naturale protetta della Baviera, con una superficie di circa 847 ettari distribuita tra i territori dei comuni di Knetzgau e Sand am Main. Si trova nello Steigerwald ed è stata designata nel 2020.

## Posizione geografica
La Riserva naturale di Knetzberge-Böhlgrund si estende lungo il versante nord-orientale dello Steigerwald e copre circa 847 ettari. Si trova tra Zell am Ebersberg, Eschenau, Fabrikschleichach, Oberschleichach e Neuschleichach. L'area fa parte della zona FFH delle foreste di faggi e delle valli prative del Nordsteigerwald e della riserva ornitologica dell'Alto Steigerwald. Le montagne più importanti sono il Großer Knetzberg (488 metri sul livello del mare) e il Kleiner Knetzberg (447 metri sul livello del mare). L'area protetta è attraversata da diversi torrenti. Il punto più alto è il Großer Knetzberg (488 metri sul livello del mare), il punto più basso è a 269 metri sul livello del mare.

## Stato di protezione e classificazione
La foresta naturale di Knetzberge-Böhlgrund fa parte di un progetto nazionale che mira a evitare che il cinque per cento delle foreste tedesche venga utilizzato a scopo commerciale nel lungo periodo. L'area è difficile da classificare a livello internazionale, poiché non è registrata presso la IUCN. L'uso forestale è vietato nell'area.

## Caratteristica
La foresta naturale di Knetzberge-Böhlgrund è molto ricca di specie e offre l'habitat a numerose specie arboree come il faggio, la quercia sessile e il carpino, oltre a specie rare come il ciavardello (Torminalis glaberrima), il sorbo domestico (Cormus domestica) e l'olmo bianco (Ulmus laevis). Comprende diversi tipi di foresta, tra cui boschi di faggio e quercia-corniera, nonché boschi di ontano-cenere e boschi di primavera. La foresta ospita molte specie animali rare come il galletto vellutato, la salamandra di fuoco, il rospo dal ventre giallo e la lumaca d'ambra minore, oltre a diverse specie di pipistrelli, tra cui il pipistrello carlino e il pipistrello di Bechstein. Qui si trovano anche diverse specie di picchi, il rigogolo, il martin pescatore e la cicogna nera. Rari muschi forestali, come il muschio verde della ginestra, contribuiscono alla biodiversità dell'area.

## Ricerca
Nell'ambito di progetti di ricerca, nell'area protetta sono stati identificati in totale 10 595 coleotteri xilobionti. Ciò corrisponde a circa il 50% della fauna di coleotteri conosciuta nel Nordsteigerwald. Tra le 301 specie identificate ve ne sono 22 che non erano state registrate in precedenza nel Nordsteigerwald. Tra queste c'è il coleottero cervo (Lucanus cervus), protetto.
Sono state trovate anche nove “specie relitte della foresta primordiale”, una delle quali si pensava fosse estinta. Questi relitti della foresta primordiale includono lo scarabeo dalle spalle larghe, lo scarabeo dal collo sanguigno e lo scarabeo scarlatto. Inoltre, tre specie sono state documentate per la prima volta a Ebrach e sono state identificate 41 specie minacciate dalla Lista Rossa tedesca.
Si stima che nel Knetzberg si trovino fino a 600 specie di coleotteri saproxilici. Questa diversità e la presenza di specie relitte sottolineano l'importanza ecologica e il valore unico dell'area.